# Minuartia corymbulosa
Minuartia corymbulosa är en nejlikväxtart som först beskrevs av Pierre Edmond Boissier och Bal., och fick sitt nu gällande namn av Mcneill. Minuartia corymbulosa ingår i släktet nörlar, och familjen nejlikväxter. Inga underarter finns listade i Catalogue of Life.